# Tétard (groupe)
Pour les articles homonymes, voir Têtard (homonymie).
Tétard est un groupe de folk rock français, originaire de Paris et formé en 2002.
Le groupe compte trois albums — 12 pures chansons (2003), Mes dix doigts (2005), et Faudra faire avec (2007) — avant sa séparation en 2009.

## Biographie

### Débuts
Au départ , David Tétard évolue comme guitariste au sein du groupe Ali Dragon avant de commencer à chanter en solo. Il est rejoint par Gérard Gacoin (batteur de Vegomatic). Ensemble, ils enregistrent en 2002 leur premier album auto-produit, intitulé 12 pures chansons, publié en 2003 et tiré à 1 000 exemplaires. Cet album aux tendances « comptines chanson-folk bricolo » sort avec les moyens du bord, et obtient de bonnes critiques. L'album est réédité par un jeune label parisien nommé Demain la veille en 2004.
Le groupe revient en 2005 avec un deuxième opus, intitulé Mes dix doigts, réalisé par David Tétard et Philippe Almosnino (des Wampas). Pour cet album, Pierre Dubost, le bassiste de Tarmac, les rejoint. Le trio basse/batterie/guitare/ signe un album au son plus électrique au son rock anglo-saxon. Quant aux textes toujours en français, ils explorent la vie bien quotidienne, sur des mélodies tantôt nerveuses, tantôt rêveuses. L’album, comme le précédent, reçoit un vif succès, et Tétard enchaine les concerts traversant la France, et signe en édition chez WTPL Music.

### Faudra faire avec
Faudra faire avec est le troisième album du groupe, il sort en 2007. Pour cet album ont constate que la guitare celle de Matthieu Peignoux remplace celle de Christian Mercado. Mais on constate aussi une nouvelle voix, celle de Anna Berthe, (qu'on entendait sur une chanson de l'album Mes dix doigts) qui joue aussi aux claviers. 
Ce troisième album est réalisé avec la complicité de Robin Feix et Gaëtan Roussel de Louise attaque, et compte de nombreux invité notamment David Antoniw (ingénieur du son de Louise attaque) à la trompette, Christian Olivier (des Têtes raides) à l'accordéon et Jean-Pierre Ensuque (du groupe Autour de Lucie et de Luke) à la guitare. Le rock de l'album précédent fait place à de belle aux mélodies et aux chansons bien ficelées. Chaque chanson raconte une histoire, attachante et pleine de sensibilité. L'album est produit par Booster Prod., à la suite de l'arrêt de D:LV.

### Post-séparation
Après la séparation du groupe, les membres de Tétard se retrouvent par la suite dans différents projets. David Tétard va sortir un album solo intitulé J’ai toujours rêvé d’être un groupe de rock le 22 février 2010. De son côté, Cécile Hercule se lance dans une carrière solo avec notamment le titre Si j'étais un garçon. Pierre Dubost accompagne à la basse Alix Ewande, et rejoint aussi le groupe Deneuve (ex-Sugarbeans). 
Gérard Gacoin se lance dans une carrière solo sous le nom de Le Gars du coin et accompagne en concert le groupe Poney Express. Anna Berthe forme avec Robin Feix le duo Poney Express

## Discographie
- 2003 : 12 pures chansons[3]
- 2005 : Mes dix doigts[4]
- 2007 : Faudra faire avec